# Asteropteron oculitristis
Asteropteron oculitristis är en kräftdjursart. Asteropteron oculitristis ingår i släktet Asteropteron och familjen Cylindroleberididae. Inga underarter finns listade.